# Jonathan Swift
Jonathan "Isaac Bickerstaff" Swift (n. 30 noiembrie 1667, Dublin, Regatul Irlandei – d. 19 octombrie 1745, Dublin, Regatul Irlandei) a fost un scriitor englez, unul dintre cei mai importanți reprezentanți ai realismului din prima perioadă a iluminismului englez. Caracterizat printr-un stil șlefuit și o gândire dominată adesea de o aspră mizantropie, Swift a devenit cunoscut mai ales prin opera sa satirică "Gulliver's Travels" ("Călătoriile lui Gulliver", 1726).

## Viața și opera
Jonathan Swift s-a născut la Dublin într-o familie originară din Anglia. A studiat teologia la Trinity College din Dublin (1682-1686), după care a fost hirotonit preot în Biserica Anglicană. A fost secretarul personal a politicianului   William Temple. Swift a trăit timp de zece ani, până în 1699, cu unele întreruperi în 1694, la Moor Park, moșia lui Temple din Farnham. William Temple, retras din politică, se interesa de literatură, primea scriitori în casa lui și căuta să-l familiarizeze pe tânărul Jonathan cu problemele politice și literare ale timpului. În casa lui Temple, Swift face cunoștință cu tânăra fiică adoptivă a acestuia, Esther Johnson, căreia îi dădea lecții. Între cei doi s-a legat o prietenie, care a dus la căsătoria lor în 1701, când tânăra pereche se mută la Dublin. Câtva timp Swift este secretar al lordului Berkeley, guvernatorul Irlandei, iar în 1701 i se încredințează o parohie. 
În 1704, Swift publică primele lucrări. Una dintre ele, "The Battle of the Books" ("Bătălia cărților"), este un eseu pe tema disputei "cu privire la autorii antici și moderni", în care Swift demonstrează superioritatea anticilor, ceea ce echivala cu o adoptare a doctrinei literare a clasicismului.
O a doua lucrare, "The Tale of a Tub" ("Povestea unui butoi"), este o colecție de eseuri pe teme religioase, în care autorul afirmă că nici una dintre formele existente ale bisericii nu este păstrătoare adevărată a creștinismlui primitiv. În cartea "Prediction for the Ensuing Year 1708" ("Preziceri pentru anul 1708"), semnată Isaac Bickerstaff, ia în derâdere credința în astrologie, cuprinzând și diferite proorociri spirituale satirice cu privire la unele evenimente politice.
În perioada următoare, Swift devine gazetar politic. O impresie deosebită produce pamfletul "The Conduct of the Allies" ("Comportarea aliaților", 1711), care contribuie la mobilizarea opiniei publice pentru încetarea războiului purtat împotriva Franței. Tot în acești ani, petrecuți la Londra, Swift se împrietenește cu Alexander Pope și frecventează Clubul lui Martin Scriblerus.
În 1714, devine decan (paroh) al catedralei Saint Patrick din Dublin. Începe să studieze viața poporului irlandez și publică pamfletul "A Proposal for the Universal Use of the Irish Manufacture" ("Propunere pentru folosirea generală a manufacturii irlandeze", 1720), în care îndeamnă poporul irlandez să nu mai cumpere mărfuri englezești, ci să-și dezvolte o industrie proprie. Mai târziu, Swift publică anonim o serie de pamflete sub titlul "The Drapier's Letters" ("Scrisorile unui postăvar", 1724) și lucrarea "A Modest Proposal for Preventing the Children of Poor People in Ireland from Being Burden to their Parents" ("O propunere modestă pentru a feri pe copiii săraci din Irlanda să devină o povară pentru părinții lor", 1729), una dintre cele mai ascuțite satire ale lui Swift, în care descrie într-o formă de "umor negru" sărăcia cumplită a poporului irlandez.
În această ultimă perioadă a activității sale, Jonathan Swift creează nemuritoarea sa operă "Gulliver's Travels" ("Călătoriile lui Gulliver", 1726). După pierderea lui Esteher, credincioasa sa tovarășă de viață, în 1728,  starea sănătății lui Jonathan Swift se deteriorează treptat. Trăiește retras în singurătate, are tulburări nervoase periodice. Încetează din viață în vârstă de 78 de ani, pe 19 octombrie 1745, la Dublin și este înmormântat în catedrala Saint Patrick.

### Călătoriile lui Gulliver

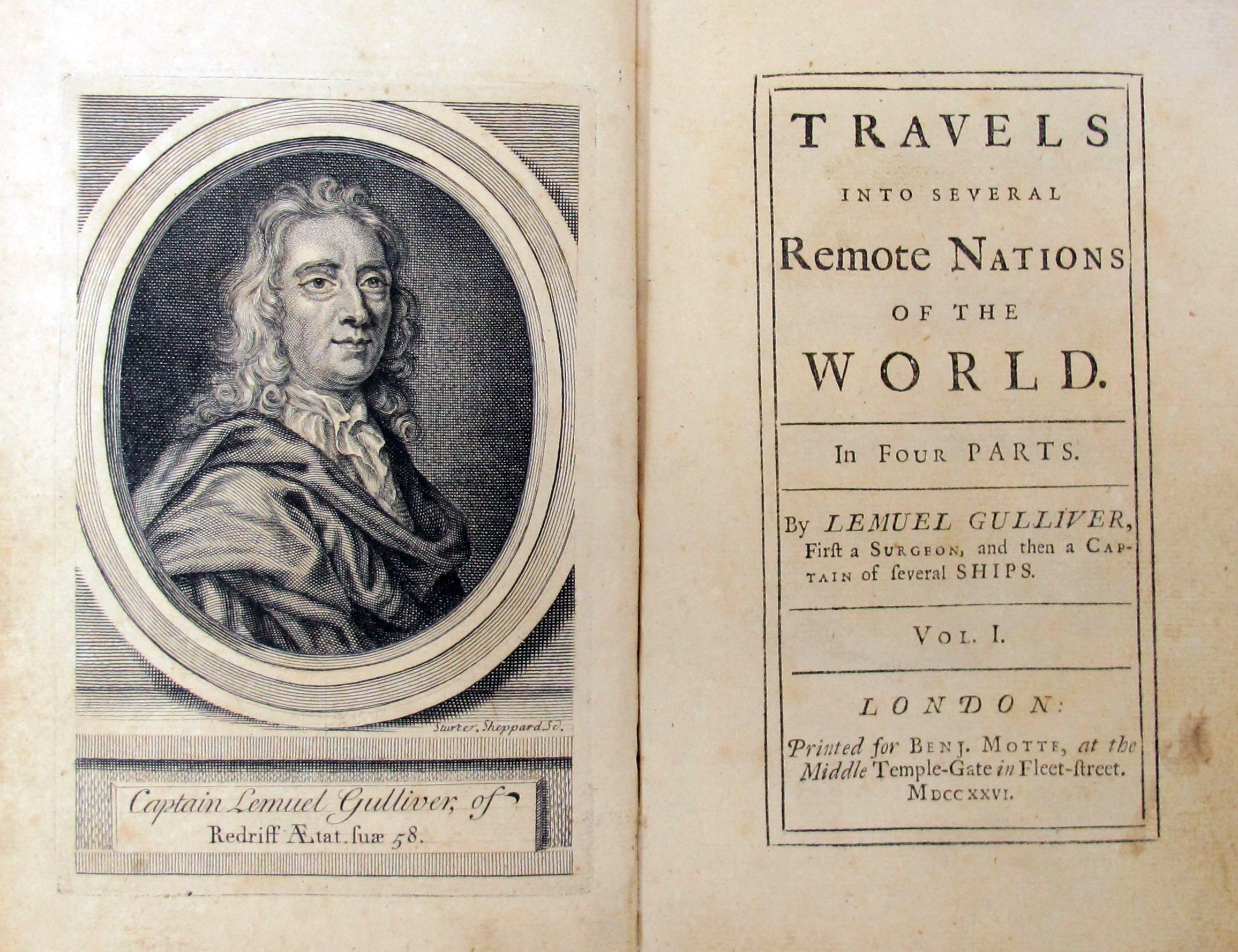
Călătoriile lui Gulliver - Primele pagini ale ediției originale din 1726

"Călătoriile lui Gulliver" (1726), cu titlul complet "Călătorii în mai multe țări îndepărtate ale lumii" (Travels into Several Remote Nations of the World), sub semnătura medicului de corabie imaginar Lemuel Gulliver, este un roman fantezist în patru părți, aspră satiră la adresa societății engleze din acel timp. În această operă sunt descrise aventurile naivului Gulliver (în engleză: gullible = credul) în timpul călătoriilor în țara piticilor "Lilliput", în țara uriașilor "Brobdingnag", precum și pe insula zburătoare "Laputa", ai cărei locuitori, interesați numai de probleme științifice, au pierdut complet simțul realității. Cartea a patra - în fine - îl conduce pe erou în țara cailor "Houyhnhnms", ființe înțelepte și cu mult bun simț, spre deosebire de "Yahoo", un fel de oameni-maimuță, ființe brutale și arierate mintal.
În această operă, Swift satirizează vanitatea și ipocrizia contemporanilor săi, sistemul judiciar, mecanismele puterii și tendințele războinice, cum le cunoscuse în societatea și în special în viața politică engleză. Așa, de exemplu, vistiernicul din Lilliput este o prefigurare caricaturizată a politicianului Robert Walpole. În ultimele două cărți este ridiculizat pozitivismul, în plină dezvoltare în timpul secolelor al XVII-lea și al XVIII-lea. "Călătoriile lui Gulliver" este una dintre cele mai citite cărți ale literaturii universale.